# Гайнц Бені
Гайнц Бені (нім. Heinz Bäni, 18 листопада 1936, Цофінген — 10 березня 2014) — швейцарський футболіст, що грав на позиції захисника.
Виступав, зокрема, за клуби «Грассгоппер» та «Цюрих», а також національну збірну Швейцарії.

## Клубна кар'єра
Розпочинав грати у футбол в нижчоліговому клубі «Аарау», а згодом виступав у вищому дивізіоні за клуби «Грассгоппер» та «Цюрих».
Завершив ігрову кар'єру у команді «Ла Шо-де-Фон», за яку виступав до 1968 року.

## Виступи за збірну
26 травня 1958 року дебютував в офіційних іграх у складі національної збірної Швейцарії в товариському матчі проти Бельгії (0:2) у Цюриху.
У складі збірної був учасником чемпіонату світу 1966 року в Англії. На турнірі він зіграв у всіх трьох матчах — проти ФРН (0:5), Іспанії (1:2) та Аргентини (0:2), але команда усі їх програла і посіла останнє місце у групі.
Загалом протягом кар'єри у національній команді, яка тривала 10 років, провів у її формі 14 матчів.
Помер 10 березня 2014 року на 78-му році життя.